# Same Old Man
Same Old Man è un album in studio del cantautore statunitense John Hiatt, pubblicato nel 2008.

## Tracce
1. Old Days
2. Love You Again
3. On With You
4. Hurt My Baby
5. What Love Can Do
6. Ride My Pony
7. Cherry Red
8. Our Time
9. Two Hearts
10. Same Old Man
11. Let’s Give This Love a Try